# 常薇
常薇（1963年—），河北省人，女，汉族，中华人民共和国政治人物、第十二届全国人民代表大会辽宁地区代表。
毕业于沈阳建筑工程学院建筑工程、東北財經大學工商管理专业，加入中国民主建国会，現任營口城市規劃設計院院長。2013年，被选为全国人大代表。2016年因涉嫌贿选被认定当选无效。